# 太田市立韮川小学校
太田市立韮川小学校（おおたしりつ にらがわしょうがっこう）は、群馬県太田市台之郷町にある公立小学校。

## 歴史
明治8年に江徳寺小学擇善舎で始まった。
今年度から、149年目を迎える昔ながらの学校である。
韮川小学校の校庭の中にそびえている「くすのき」は韮川小学校開校以来からずっと生徒たちを
見守っている。

## 学区
- 台之郷町1区[1]
- 台之郷町2区
- 台之郷町3区
- 台之郷町4区
- 台之郷町5区
- 台之郷町6区
- 石原町1区
- 石原町2区
- 上小林町の一部（休泊堀用水路以東）
- 安良岡町の一部（休泊堀用水路以東）

## 学校周辺
- 太田市立城東中学校